# Ceraphron cicerinum
Ceraphron cicerinum är en stekelart som först beskrevs av Camillo Rondani 1877.  Ceraphron cicerinum ingår i släktet Ceraphron och familjen pysslingsteklar. Inga underarter finns listade i Catalogue of Life.